# Edifício Jaguaribe
O Edifício Jaguaribe é um edifício de apartamentos e base comercial localizado no Centro Histórico de Porto Alegre. Projetado em 1951 pelos arquitetos Fernando Corona e Luís Fernando Corona, o prédio de 26 pavimentos foi construído entre 1960 e 1967 pela empresa Azevedo Moura & Gertum.
Arquiteto autodidata, Fernando Corona já havia projetado obras relevantes em Porto Alegre, como o Instituto de Educação (1934), o Edifício Guaspari (1936) e o Instituto de Belas Artes, atual Instituto de Artes da UFRGS (1940). Após desenvolver o projeto do Edifício Jaguaribe em plantas, delegou o desenho das fachadas a seu filho, Luís Fernando Corona, que futuramente venceria o concurso para o projeto do Palácio da Justiça (1952) em coautoria com Carlos Maximiliano Fayet.
O Edifício Jaguaribe é reconhecido como um marco da arquitetura moderna na capital gaúcha, causando forte impressão tanto pelo programa diversificado quanto pelo tratamento volumétrico dado às fachadas principais. Sua conformação final pode ser descrita como uma mescla corbusiana de unidade de habitação, revestida por uma pele de influência neoplástica, corrente associada no Brasil ao movimento concretista.

## História

### Contexto
A construção do Edifício Jaguaribe insere-se no contexto de verticalização de Porto Alegre, fenômeno iniciado nas décadas de 1930 e 1940 e intensificado na década de 1950. Localizado na parte alta do Centro Histórico, com vista para o Guaíba e em terreno de esquina com frente para uma nova avenida em construção, o empreendimento foi concebido para se destinar a uma clientela de elevado poder aquisitivo.

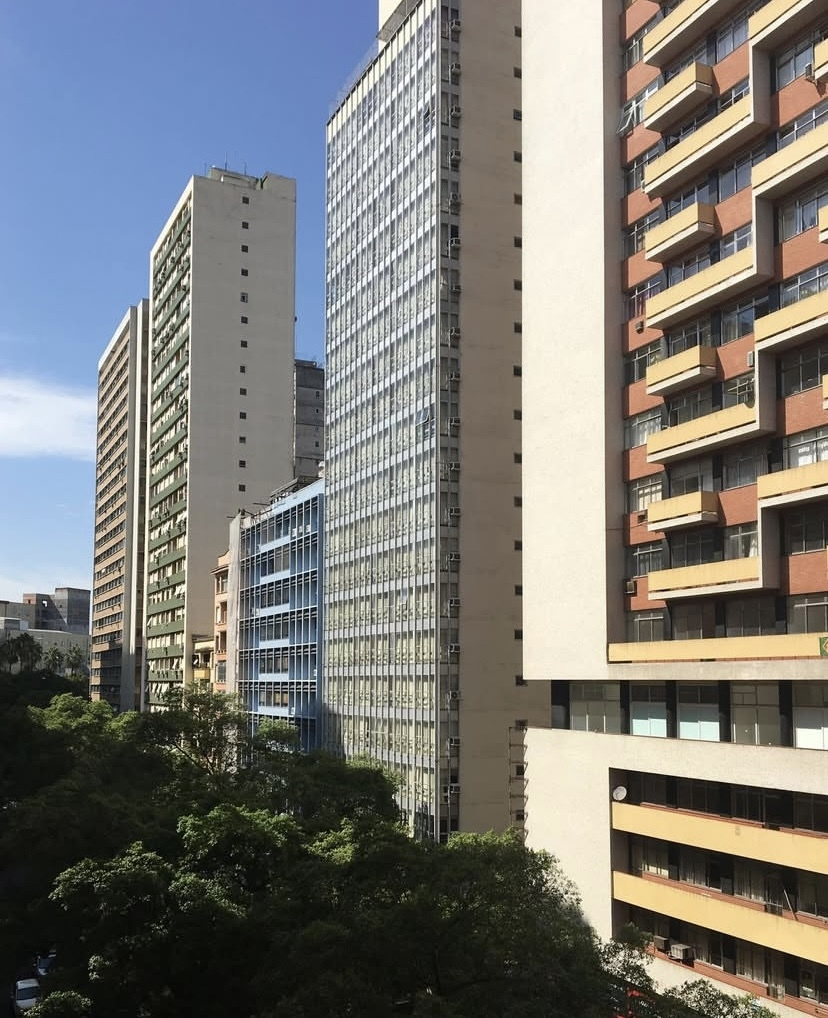
Avenida Senador Salgado Filho, com o Jaguaribe no primeiro plano à direita.

O lote no qual está localizado o prédio, com aproximadamente 900 m², foi formado a partir da demolição de diversas casas para o alargamento do beco que deu lugar à atual Avenida Senador Salgado Filho. O lote, que estava à venda no Instituto de Resseguros do Brasil, foi arrematado em 1951 pelo empresário Romeu Pianca, arrendatário do Cinema Capitólio e do Cine Vitória, em concorrência onde não havia nenhum outro interessado. Seu objetivo era construir uma sala de cinema de luxo e uma edificação com vinte e cinco pavimentos. Antes de adquirir o lote, entretanto, o empresário já havia contratado estudo do arquiteto Fernando Corona, espanhol radicado em Porto Alegre, com o objetivo de avaliar a rentabilidade e definir a área construída necessária para a empreitada.

### Aprovação
Para esse primeiro esboço, Corona estudou o projeto unicamente nas plantas com três apartamentos, totalizando setenta e cinco unidades. Por se tratar de uma proposta excepcional, uma vez que ultrapassava o limite de altura permitido para o local, o arquiteto e o empresário apresentaram pessoalmente o projeto, acrescido de um esboço da fachada em perspectiva, ao então prefeito Ildo Meneghetti.

### Cinema São João
Desde o lançamento do Edifício Jaguaribe, a diversidade programática foi utilizada como auxílio à publicidade do empreendimento. O anúncio publicado no jornal Correio do Povo de 13 de maio de 1952, por exemplo, destacava essa característica como uma comodidade:
"A aquisição de um apartamento no edifício Jaguaribe proporcionar-lhe-á a vantagem e a comodidade de, no seu próprio edifício, possuir um dos maiores, modernos e mais luxuosos cinemas do Brasil: Cinema São João, além de um bar, um grande restaurante, uma confeitaria [...], e playground no último pavimento para o recreio das crianças."
O Cine São João, entretanto, seria inaugurado apenas em 1968, ocupando ambientes do térreo até 1994, quando encerrou suas atividades.

### Construção
Embora Romeu Pianca acreditasse que o IAPI fosse financiar o empreendimento, essa se revelou uma expectativa frustrada. Na ocasião, o engenheiro Edmundo Gardalinsky, responsável pela construção da Vila do IAPI, declarou a Fernando Corona que o empreendimento era um negócio contrário ao interesse do Instituto dos Industriários, que eram os prédios populares. Esse foi o principal fator para o atraso no começo da construção, que iniciaria apenas em 1960, oito anos após a conclusão do projeto.

## Arquitetura

### Anteprojeto
A configuração definitiva do Edifício Jaguaribe foi resultado de inúmeros estudos, com diferentes registros documentais demonstrando a evolução da proposta. Uma primeira perspectiva, publicada no jornal Correio do Povo de 9 de agosto de 1951, apresenta um prédio com vinte pavimentos, enquanto uma segunda, publicada no mesmo jornal em 13 de maio de 1952, apresenta uma edificação com vinte e seis pavimentos. A segunda versão, de vinte e seis pavimentos, correspondeu ao anteprojeto aprovado na Prefeitura Municipal. Em ambos os casos, a linguagem adotada sugeria forte influência da arquitetura moderna do Rio de Janeiro, sobretudo do Parque Guinle (1948) projetado por Lúcia Costa.

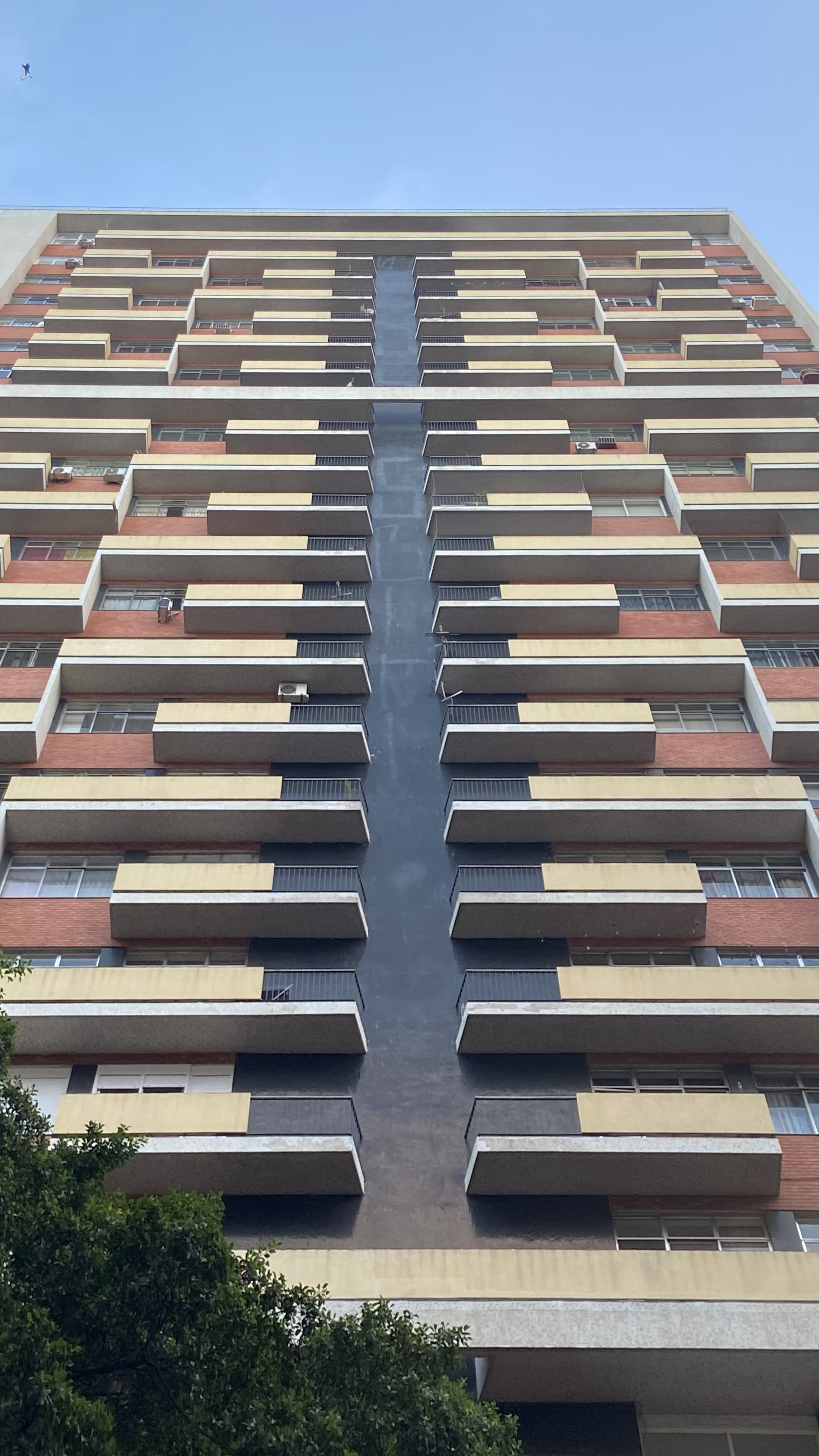
Fachada norte

Uma série de adaptações e ajustes foram promovidas entre o anteprojeto e o projeto definitivo executado. O cinema, por exemplo, avançava até o 9º pavimento no anteprojeto, enquanto no projeto avançou apenas até o 6º pavimento. A maior diferença, entretanto, ocorreu no tratamento das fachadas: enquanto no anteprojeto cada módulo era constituído por uma sacada ou jardim, isolado do seguinte por um plano vertical, no projeto esses planos verticais desapareceram, valorizando-se as linhas horizontais a partir de uma composição neoplástica.
O abandono das referências cariocas e a opção por uma abordagem concretista nas fachadas do Edifício Jaguaribe podem ser interpretados como reflexo do deslocamento do eixo de influência da arquitetura moderna brasileira. À época, o prestígio da Escola Carioca vinha sendo sendo paulatinamente substituído pelo predomínio da ascendente Escola Paulista.

### Programa
O programa do Edifício Jaguaribe dialoga com as ideias de Le Corbusier para a Unité d’Habitation de Marselha (1947-1952): um grande bloco de apartamentos com espaços comunitários e uma multiplicidade de usos.
Além das habitações, da garagem no subsolo e de outros espaços condominiais, o projeto do Edifício Jaguaribe previa também algumas funções de caráter público. Além de um cinema com plateia para duas mil pessoas no térreo, foram previstos também uma confeitaria no 2º pavimento e um restaurante e sala de conferências no 6º pavimento.

### Fachadas
As fachadas do Edifício Jaguaribe foram resolvidas com uma releitura abstrata das vanguardas europeias do início do século XX, como o neoplasticismo ou o movimento De Stïjl, sendo formadas a partir de um jogo dinâmico de planos e sacadas, ao gosto da arte concretista da época. Do ponto de vista cromático, as superfícies externas da edificação são marcadas pelo uso do vermelho (do tijolo à vista) e do preto, branco e amarelo (das pastilhas cerâmicas), rompendo a monocromia predominante no entorno.

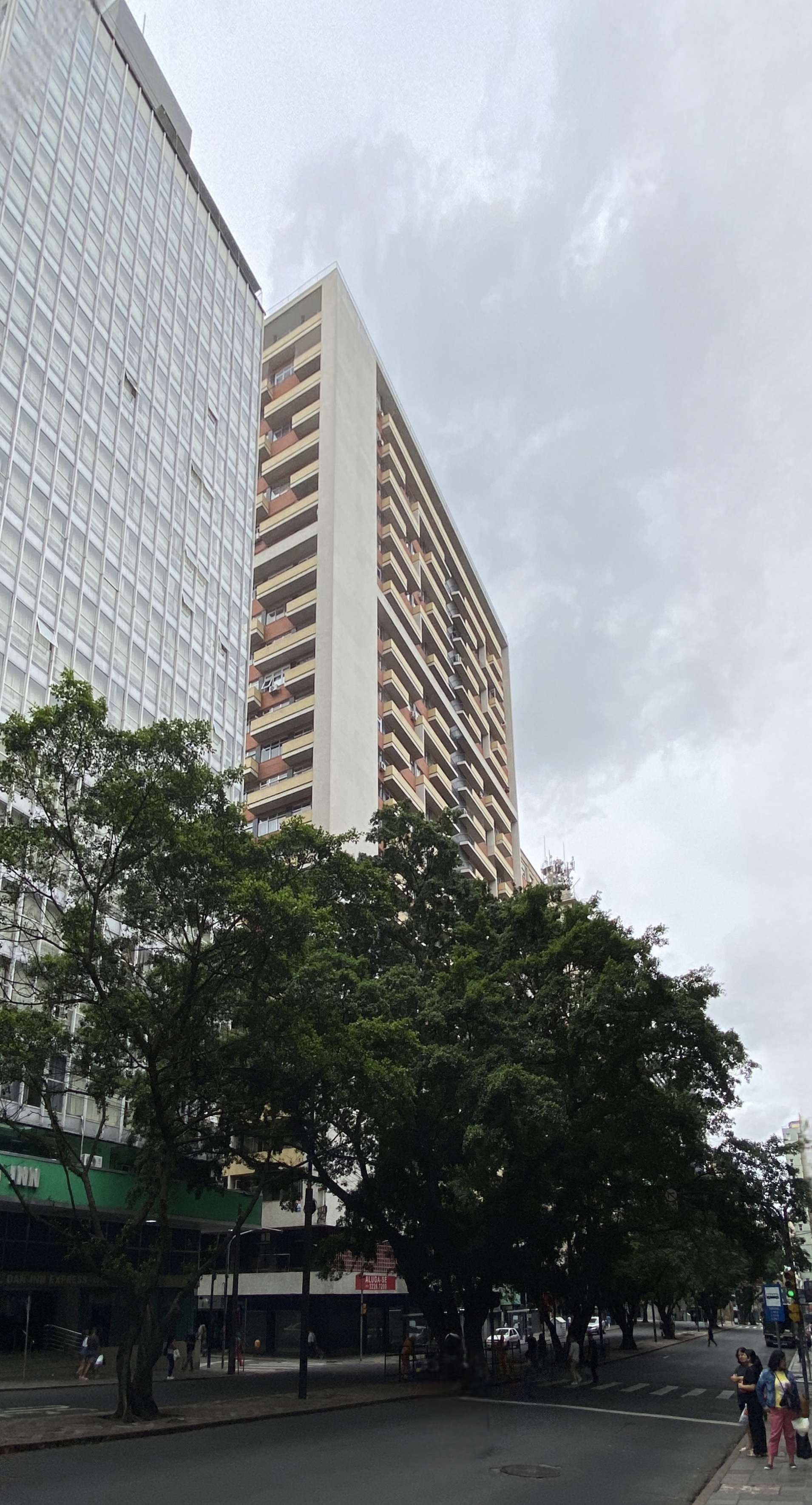
Fachadas leste e norte

### Implantação
Na implantação do Edifício Jaguaribe, a disposição do volume em lote de esquina adapta o modelo modernista da lâmina solta no parque à cidade tradicional. Essa estratégia foi empregada também no Edifício Esplanada (1952), do uruguaio Román Fresnedo Siri (1903-1975), outra referência arquitetônica da década de 1950 na capital gaúcha.
O prédio é formado por duas torres residenciais independentes dispostas em “L” – uma voltada para a Avenida Salgado Filho e outra voltada para a Rua Vigário José Inácio, com empena cega demarcando a esquina – e por um volume interno no complemento do “L”, com altura equivalente a seis pavimentos. O volume em “L” é constituído por dois blocos que não se comunicam, em divisão imperceptível do exterior, de forma que as fachadas expressam a visão de um volume único. O complemento do “L”, por sua vez, abriga parte do antigo Cine São João.

O subsolo ocupa toda a projeção do terreno, dispondo de espaços para garagem e instalações de infraestrutura, como reservatórios, caldeira e subestação.

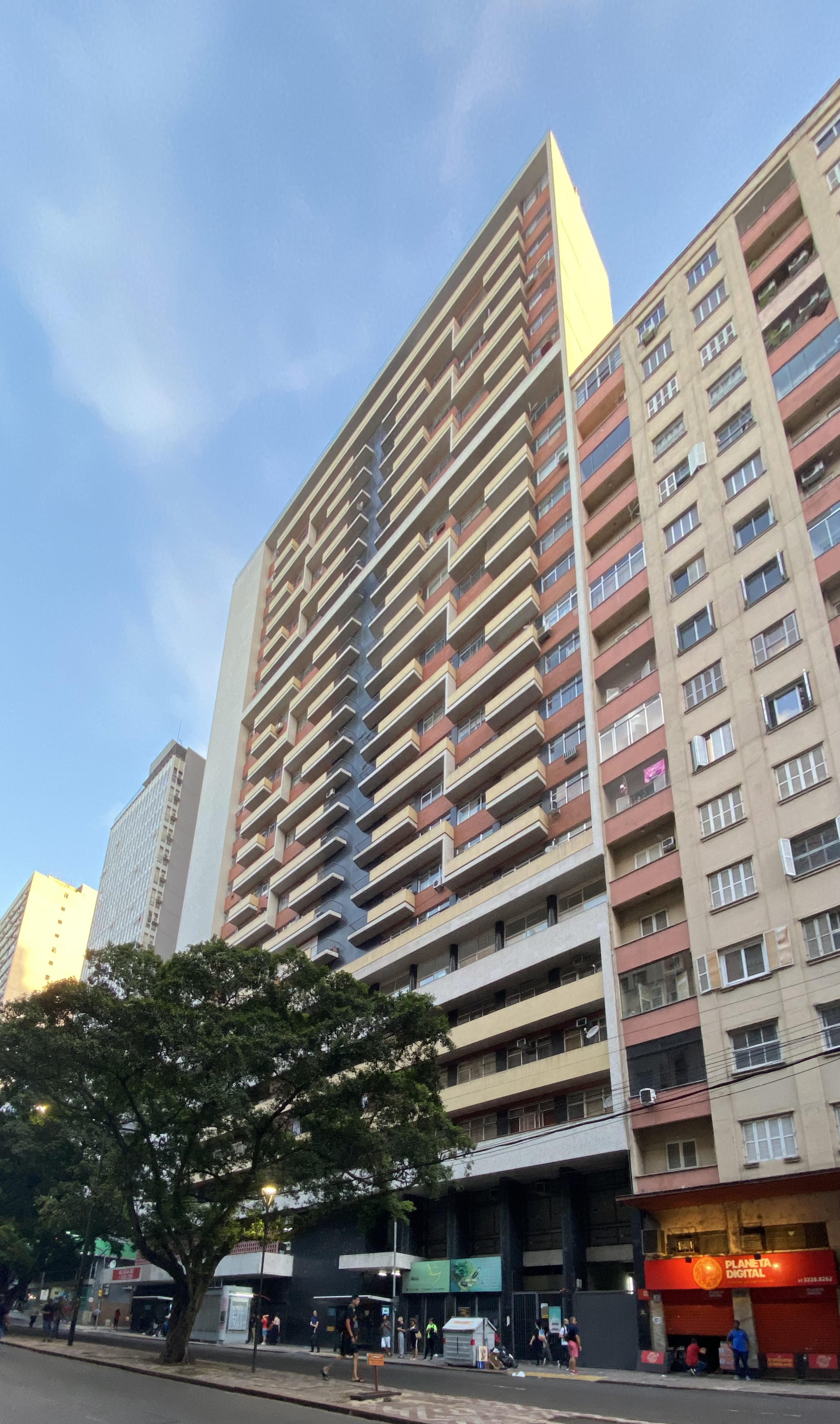
Fachada norte

### Volumetria
A volumetria do prédio destaca a separação entre as funções: base comercial e torre residencial. O pavimento térreo explora a colunata para aproveitamento comercial, com as fachadas privilegiando o bar e o cinema em detrimento dos discretos acessos residenciais; a entrada no cinema, cujo grande vestíbulo ocupava a esquina, acontecia a partir da Rua Vigário José Inácio. O 2º pavimento acompanha as diretrizes do térreo, sendo ocupado por uma confeitaria e pelo foyer do cinema.
O 3º pavimento interrompe a colunata da base, dando início ao volume do corpo do prédio, com as sacadas em balanço sobre o passeio, situação repetida no 4º e no 5º pavimentos com pequenas modificações. O 6º pavimento corresponde à cobertura do cinema, criando um pavimento de transição ao bloco de apartamentos que segue; no projeto, apresentava ocupação voltada à restaurante e sala de conferências.
No 7º pavimento, é inaugurado o novo corpo, beneficiado com a área de luz e ventilação sobre o volume do cinema, o que possibilita a distribuição definitiva das zonas dos apartamentos. A estratégia empregada concentrou os serviços e sanitários na faixa interna (sul e oeste), voltando os ambientes sociais e íntimos para os logradouros públicos (norte e leste). Nessas fachadas, beneficiados por amplas visuais,  os planos horizontais e verticais que compõem as sacadas contribuem para o sombreamento dos apartamentos.

### Pavimentos residenciais
As torres residenciais do Edifício Jaguaribe não apresentam um único pavimento-tipo. Do 3º ao 5º pavimento, a torre da Rua Vigário José Inácio abriga os sanitários e a escadaria do cinema, motivo pelo qual nesses andares há somente dois apartamentos por andar, ambos na torre da Rua Salgado Filho. Essas unidades são voltadas apenas para o norte, pois a parte sul do terreno é ocupada pela plateia do cinema. A partir do 7º pavimento, o tipo que mais se repete apresenta três apartamentos por andar, sendo dois na torre da Rua Salgado Filho e um na torre da Rua Vigário José Inácio. Entretanto nos pavimentos 8º, 10º, 12º e 14º há cinco apartamentos por andar, pois a torre da Rua Salgado Filho é dividida em quatro unidades residenciais.

## Engenharia

### Estrutura
O cálculo estrutural do Edifício Jaguaribe foi realizado pelo engenheiro Horst Wender, colaborador da Azevedo Moura & Gertum de 1952 a 1957. Formado na Alemanha, o profissional foi responsável também pelo cálculo estrutural do Hipódromo do Cristal (1952).

### Infraestrutura
O prédio incorporou diversos recursos tecnológicos para a época, como processo de isolamento do som no entrepiso, elevadores ultrarrápidos para a época, incinerador de lixo no porão e caldeira central para água quente em todas as economias.

## Patrimônio Cultural
Atualmente, a edificação é inventariada como imóvel de estruturação pela Equipe do Patrimônio Histórico e Cultural (EPAHC) da Prefeitura Municipal de Porto Alegre. Embora as instalações comerciais da base do prédio tenham sofrido inúmeras alterações, o Edifício Jaguaribe apresenta bom estado de conservação.